# Diocesi di Cochin

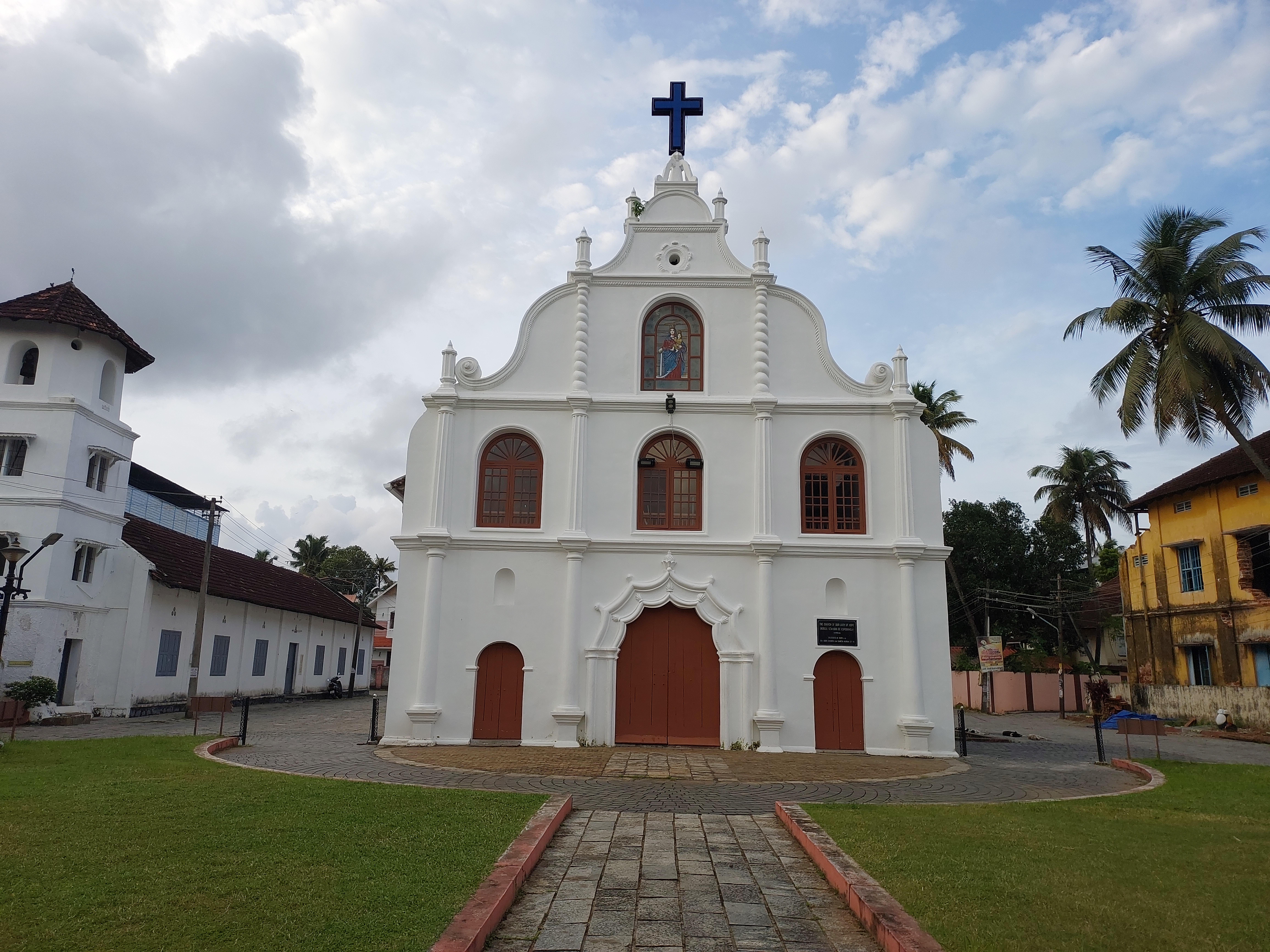
La chiesa di Nostra Signora della Speranza sull'isola di Vypin, edificata nel 1605.

La diocesi di Cochin (in latino Dioecesis Coccinensis) è una sede della Chiesa cattolica in India suffraganea dell'arcidiocesi di Verapoly. Nel 2023 contava 178.880 battezzati su 656.740 abitanti. La sede è vacante.

## Territorio
La diocesi comprende parte del distretto di Ernakulam nello stato indiano del Kerala. La diocesi estende la sua giurisdizione sulla cosiddetta "Comunità dei Settecento" residente nel territorio della diocesi di Alleppey e vicendevolmente la diocesi di Alleppey ha giurisdizione sulla cosiddetta "Comunità dei Cinquecento" residente nel territorio della diocesi di Cochin.
Sede vescovile è la città di Kochi, dove si trova la basilica cattedrale della Santa Croce.
Il territorio è suddiviso in 50 parrocchie.

## Storia
La diocesi fu eretta il 4 febbraio 1558 con la bolla Pro excellenti praeeminentia di papa Paolo IV, ricavandone il territorio dalla diocesi di Goa (oggi arcidiocesi di Goa e Damão), contestualmente elevata al rango di sede metropolitana, di cui Cochin divenne suffraganea, assieme alla diocesi di Malacca (oggi arcidiocesi di Singapore).
Il 13 dicembre 1572 papa Gregorio XIII con la bolla Pastoralis officii cura concesse ai vescovi di Cochin il diritto di succedere agli arcivescovi di Goa.
Nel 1599, nel 1606 e il 3 dicembre 1659 cedette porzioni del suo territorio a vantaggio dell'erezione rispettivamente dell'arcidiocesi di Angamale, della missione sui iuris di Madura (oggi diocesi di Tiruchirapalli) e del vicariato apostolico del Malabar (oggi arcidiocesi di Verapoly).
Nel 1663 le chiese, il collegio dei gesuiti, il monastero francescano e le scuole furono distrutte dagli olandesi, che avevano sconfitto i portoghesi. Sfuggì alla rovina solo la chiesa dei francescani, adibita al culto protestante, mentre la cattedrale fu adibita a mercato.
Il 3 dicembre 1834 cedette un'altra porzione di territorio a vantaggio dell'erezione del vicariato apostolico di Ceylon (oggi arcidiocesi di Colombo).
Il 24 aprile 1838 la diocesi fu soppressa con il breve Multa praeclare di papa Gregorio XVI, il quale, in modo drastico, pensò di limitare i diritti del padroado portoghese sopprimendo la diocesi ed attribuendone i territori al vicariato apostolico di Verapoly (oggi arcidiocesi), sotto il diretto controllo da Propaganda Fide.
Il 1º settembre 1886 la diocesi fu ristabilita con la bolla Humanae salutis di papa Leone XIII.
Il governo portoghese continuò ad esercitare i diritti del padroado, con annesso il privilegio di presentazione dei vescovi, fino all'accordo del 18 luglio 1950, che mise fine dopo quasi cinque secoli a questa istituzione. L'ultimo vescovo portoghese di Cochin fu José Vieira Alvernaz, nominato alla fine di quell'anno arcivescovo coadiutore di Goa e Damão.
Il 19 giugno 1952 ha ceduto ancora una porzione di territorio a vantaggio dell'erezione della diocesi di Alleppey. Contestualmente la parte meridionale della diocesi, a causa della distanza dalla sede episcopale, fu concessa in amministrazione ai vescovi di Trivandrum; questa disposizione divenne definitiva il 20 maggio 1955.
Originariamente suffraganea dell'arcidiocesi di Goa e Damão, il 19 settembre 1953 in forza della bolla Mutant res di papa Pio XII è entrata a far parte della provincia ecclesiastica di Verapoly.

## Cronotassi dei vescovi
Si omettono i periodi di sede vacante non superiori ai 2 anni o non storicamente accertati.
- Jorge Temudo, O.P. † (4 febbraio 1558 - 13 gennaio 1567 nominato arcivescovo di Goa)
- Henrique de Távora e Brito, O.P. † (13 gennaio 1567 - 29 gennaio 1578 nominato arcivescovo di Goa)
- Mateus de Medina, O.Carm. † (29 gennaio 1578 - 19 febbraio 1588 nominato arcivescovo di Goa)
- Andrés de Santa Maria, O.F.M. † (19 febbraio 1588 - 1615 dimesso)
- Sebastião de São Pedro, O.E.S.A. † (16 febbraio 1615 - 7 ottobre 1624 nominato arcivescovo di Goa)
- Luiz de Brito de Menezes, O.E.S.A. † (27 maggio 1627 - 29 luglio 1629 deceduto)
- Miguel Da Cruz Rangal, O.P. † (10 novembre 1631 - 14 settembre 1646 deceduto)
  - Sede vacante (1646-1689)
  - João Coelho † (18 ottobre 1650 - ?) (vescovo eletto, illegittimo)
  - Fernando de Incarnação de Menezes † (? - 1657 deceduto) (vescovo eletto, illegittimo)
  - Francisco Barreto, S.I. † (? - 26 ottobre 1663 deceduto) (vescovo eletto, illegittimo)
  - Fabio dos Reis Fernandes, O.Carm. † (1672 - 16 maggio 1672 nominato vescovo di Santiago di Capo Verde) (vescovo eletto, illegittimo)
- Pedro da Silva, O.E.S.A. † (8 gennaio 1689 - 15 marzo 1691 deceduto)
- Pedro Pacheco, O.P. † (4 gennaio 1694 - settembre 1714 deceduto)
  - Francesco Pedro dos Martyres † (? - 1715 deceduto) (vescovo eletto)
- Francisco de Vasconcellos, S.I. † (12 febbraio 1721 - 30 marzo 1743 deceduto)
- Clemente José Colaço Leitão, S.I. † (8 marzo 1745 - 31 gennaio 1771 deceduto)
- Manoel da Santa Catalina Soares, O.C.D. † (20 luglio 1778 - 18 luglio 1783 nominato arcivescovo di Goa)
- José de Soledad Marques da Silva, O.C.D. † (18 luglio 1783 - 1818 ?)
- Tomás Manoel de Noronha e Brito, O.P. † (17 dicembre 1819 - 23 giugno 1828 nominato vescovo di Olinda)
  - Sede vacante (1828-1838)
  - Sede soppressa (1838-1886)
- João Gomes Ferreira † (14 marzo 1887 - 4 maggio 1897 deceduto)
- Matheus de Oliveira Xavier † (11 ottobre 1897 - 26 febbraio 1909 nominato arcivescovo di Goa)
- José Bento Martins Ribeiro † (28 febbraio 1909 - 21 maggio 1931 deceduto)
- Abílio Augusto Vaz das Neves † (4 dicembre 1933 - 8 dicembre 1938 nominato vescovo di Braganza e Miranda)
  - Sede vacante (1938-1941)
- José Vieira Alvernaz † (13 agosto 1941 - 23 dicembre 1950 nominato arcivescovo coadiutore di Goa e Damão[4])
- Alexander Edezath † (19 giugno 1952 - 29 agosto 1975 dimesso)
- Joseph Kureethara † (29 agosto 1975 - 6 gennaio 1999 deceduto)
- John Thattumkal, S.S.C. (10 maggio 2000 - 8 maggio 2009 dimesso)[5]
- Joseph Kariyil (8 maggio 2009 - 2 marzo 2024 ritirato)

## Statistiche
La diocesi nel 2023 su una popolazione di 656.740 persone contava 178.880 battezzati, corrispondenti al 27,2% del totale.
| anno | popolazione | popolazione | popolazione | presbiteri | presbiteri | presbiteri | presbiteri                | diaconi | religiosi | religiosi | parrocchie |
| anno | battezzati  | totale      | %           | numero     | secolari   | regolari   | battezzati per presbitero | diaconi | uomini    | donne     | parrocchie |
| ---- | ----------- | ----------- | ----------- | ---------- | ---------- | ---------- | ------------------------- | ------- | --------- | --------- | ---------- |
| 1950 | 236.365     | 500.000     | 47,3        | 112        | 96         | 16         | 2.110                     |         | 23        | 181       | 53         |
| 1970 | 122.136     | 454.762     | 26,9        | 59         | 49         | 10         | 2.070                     |         | 12        | 130       | 23         |
| 1980 | 143.000     | 587.500     | 24,3        | 65         | 53         | 12         | 2.200                     |         | 16        | 155       | 29         |
| 1990 | 170.399     | 678.946     | 25,1        | 86         | 64         | 22         | 1.981                     |         | 40        | 295       | 33         |
| 1999 | ?           | 556.247     | ?           | 91         | 66         | 25         | ?                         |         | 57        | 388       | 37         |
| 2000 | 166.861     | 567.371     | 29,4        | 104        | 70         | 34         | 1.604                     |         | 95        | 434       | 37         |
| 2001 | 173.861     | 580.373     | 30,0        | 122        | 77         | 45         | 1.425                     |         | 89        | 466       | 37         |
| 2002 | 176.423     | 584.635     | 30,2        | 116        | 76         | 40         | 1.520                     |         | 151       | 460       | 37         |
| 2003 | 173.281     | 604.400     | 28,7        | 130        | 83         | 47         | 1.332                     |         | 129       | 455       | 37         |
| 2004 | 162.188     | 537.293     | 30,2        | 126        | 87         | 39         | 1.287                     |         | 79        | 515       | 37         |
| 2006 | 160.812     | 562.746     | 28,6        | 130        | 81         | 49         | 1.237                     |         | 146       | 439       | 38         |
| 2013 | 184.860     | 634.928     | 29,1        | 150        | 96         | 54         | 1.232                     |         | 140       | 426       | 41         |
| 2016 | 175.473     | 618.890     | 28,4        | 166        | 99         | 67         | 1.057                     |         | 147       | 454       | 44         |
| 2019 | 174.967     | 618.410     | 28,3        | 190        | 113        | 77         | 920                       |         | 168       | 390       | 48         |
| 2021 | 176.680     | 625.500     | 28,2        | 197        | 110        | 87         | 896                       |         | 183       | 453       | 50         |
| 2023 | 178.880     | 656.740     | 27,2        | 233        | 117        | 116        | 767                       |         | 220       | 454       | 50         |